# Porębiska
Porębiska [pɔrɛmˈbiska] (deutsch Porembischken, 1938 bis 1945 Vierwinden) ist ein kleiner Ort in der polnischen Woiwodschaft Ermland-Masuren und gehört zur Gmina Mrągowo (Landgemeinde Sensburg) im Powiat Mrągowski (Kreis Sensburg).
Porębiska liegt in der südlichen Mitte der Woiwodschaft Ermland-Masuren, zwei Kilometer südöstlich der Kreisstadt Mrągowo (deutsch Sensburg).
Das kleine Gut gehörte bis 1945 zum Stadtbezirk Sensburg im Kreis Sensburg der preußischen Provinz Ostpreußen. 1905 zählte Porembischken 32 Einwohner in einer Wohnstätte. Am 3. Juni 1938 wurde der Ort in „Vierwinden“ umbenannt. 1945 wurde er mit dem gesamten südlichen Ostpreußen nach Polen überstellt, erhielt die polnische Namensform „Porębiska“ und ist heute eine Ortschaft innerhalb der Gmina Mrągowo im Powiat Mrągowski.
Kirchlich war und ist der kleine Ort zur Stadt Mrągowo (Sensburg) ausgerichtet – zur evangelischen bzw. zur katholischen Pfarrkirche.